# 하트샤
하트샤(Hatsya)는 오리온자리 방향으로 지구에서 1,325광년 떨어져 있는 항성이다. 바이어 명명법으로는 오리온자리 이오타(Iota Orionis)로 읽으며, 플램스티드 명명법으로는 오리온자리 44로 표기한다. 하트샤는 '오리온의 검' 부분에서 가장 밝게 빛나는 별이다. 16세기 초 아랍 천문학자 알 티지니가 하트샤에 나이르 알 사이프(Nair Al Saif)라는 이름을 붙였는데, 이는 아랍어로 '검(劒)의 밝은 자'라는 뜻이다.

## 구성원
밤하늘에서는 하나의 별처럼 보이지만, 실제로 하트샤는 네 개의 별로 이루어진 사중성계이다. 가장 밝은 주성 A는 실제로는 O형과 B형의 거성이 매우 가까이 붙어 있는 분광쌍성이다. 나머지 두 별은 주성으로부터 상당히 멀리 떨어져 있다. 둘 중 가까운 A(또는 F) 분광형의 짝별은 주성에서 4,400천문단위 떨어져 있고, 분광형 B의 또 다른 짝별은 20,000천문단위 떨어져 있다. 멀리 떨어져 있는 만큼 두 별이 주성을 한 바퀴 도는 데에는 각각 7만 5천 년, 70만 년이 걸린다.
주성 A의 구성원 둘은 매우 가까이 붙어서 돌기 때문에 서로의 짝으로부터 각각 강한 기조력을 받으며, 질량을 빠른 속도로 잃고 있을 것으로 추측된다. 서로가 뿜는 항성풍이 충돌하면서 강력한 엑스선이 발생한다.

## 도주성
하트샤는 원래 비둘기자리 뮤, 마차부자리 AE와 같은 곳에서 태어났다(셋의 분광형은 거의 같다). 270만 년 전만 해도 이들 셋은 사다리꼴 성단의 어느 한 장소에 성단 형태로 가까이 뭉쳐 있던 구성원들이었다. 그러나 이들이 서로 가까이 접근하면서 중력적 상호작용 때문에 일부는 서로의 중력에 속박되었고, 일부는 서로 다른 방향으로 튕겨져 나갔다. 하트샤 A의 구성원 둘의 궤도는 질량중심에 대해 이심률이 매우 크며 29.1338일 주기로 서로를 한 바퀴 도는데, 도주성이 되는 과정에서 이처럼 큰 이심률을 그리게 된 것으로 추측된다.